# Online Computer Library Center
OCLC Online Computer Library Center, Inc. (OCLC) je neprofitna organizacija, ki nudi storitve na področju digitalnih knjižnic. Namenjena je javnim potrebam dostopanja do informacij o knjigah na globalni ravni, hkrati pa zmanjšuje cene storitev na področju informiranja. Ustanovljena je bila leta 1967 kot Ohio College Library Center, ki so se mu sčasoma pridružile številne druge knjižnice. Danes OCLC s pridruženimi članicami skupno ustvarja in oskrbuje WorldCat, največji spletni katalog z javnim dostopom (OPAC) na svetu.

## Identifikatorji in povezani podatki
OCLC dodeli enolično kontrolno številko ("OCN") vsakemu novemu bibliografskemu zapisu  v WorldCatu. Številke se dodeljujejo zaporedno in od sredine 2013 je bilo ustvarjenih več kot milijarda OCN-jev. Septembra 2013 je OCLC razglasil, da so te številke v javni lasti in odstranil oviro za široko uporabo OCN zunaj samega OCLC. Kontrolne številke povezujejo zapise WorldCat-a z zapisi lokalnega knjižničnega sistema z zagotavljanjem skupnega referenčnega ključa.
OCNji so še posebej uporabni kot identifikatorji knjig in drugih bibliografskih gradiv, ki nimajo ISBN (npr. knjige izdane pred 1970). OCNi se pogosto uporabljajo kot identifikatorji v Wikipediji in Wikipodatkih.
OCLC vodi tudi Virtualno mednarodno normativno datoteko (VIAF).